# Bahnhof Si Lom

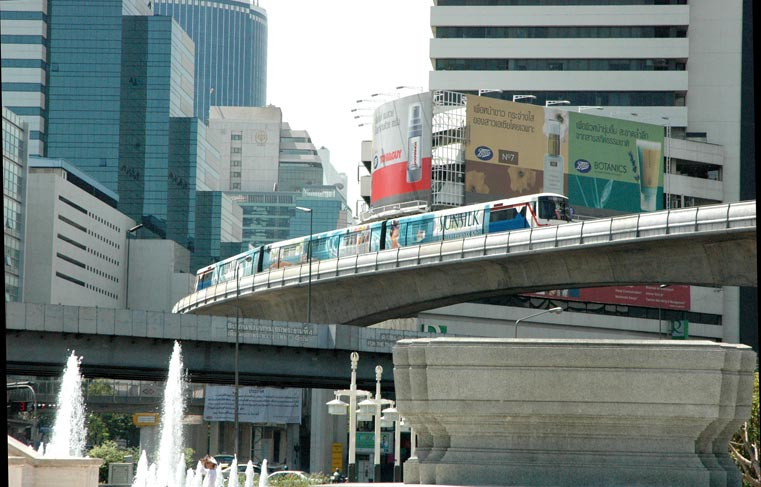
BTS Skytrain vor der Sala Daeng Station mit Wolkenkratzern der Si Lom Road im Hintergrund

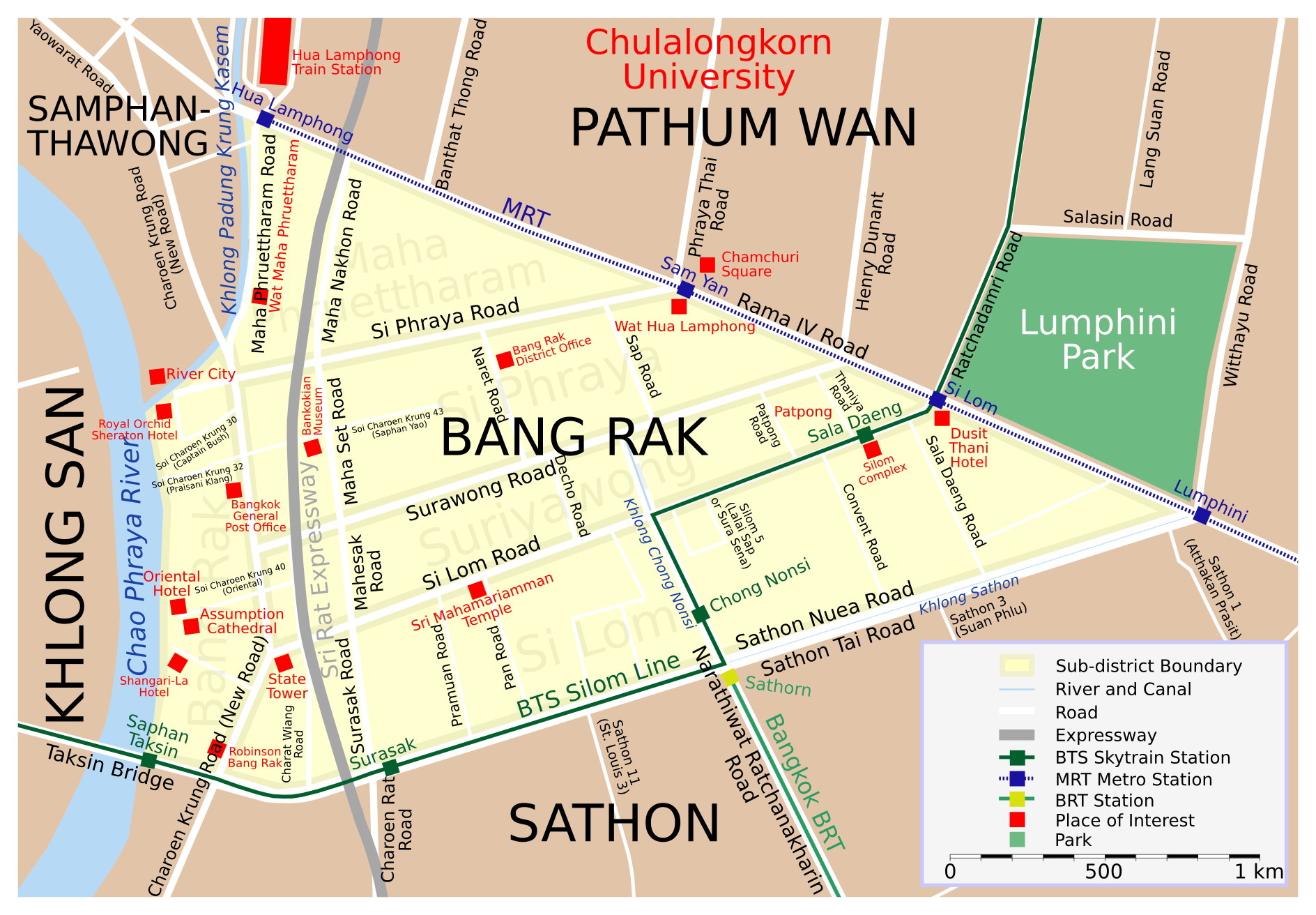
Übersichtskarte des Bezirks Bang Rak mit der Silom Road etwa in der Mitte

Si Lom (Thai: สีลม) ist eine Station der Bangkok Metro (MRT). Sie befindet sich an einem Ende der Thanon Silom (ถนนสีลม – wörtlich übersetzt „Windmühlen-Straße“) im Bangkoker Stadtteil Bang Rak.
Die Haltestelle befindet sich an der Einmündung der „Thanon Silom“ in die Rama-IV.-Straße (Thanon Phra Ram 4). Sie bietet eine Umsteigemöglichkeit zur Station Sala Daeng der Silom-Linie des Skytrain (BTS), die sich am westlichen Anfang der Silom Road befindet. Sie sind über eine Fußgängerüberführung miteinander verbunden.
In der Nähe der Station befindet sich die südwestliche Ecke des Lumphini-Parks mit der Statue für König Rama VI. (Vajiravudh), das Dusit Thani Hotel, das Chulabhorn-Gebäude und das Einkaufszentrum Silom Complex.